# 30114 Mooney
30114 Mooney este o planetă minoră (asteroid), cu un diametru de 1,825 km, din centura de asteroizi. A fost descoperită pe 27 martie 2000 la Stația Anderson Mesa de Lowell Observatory Near-Earth-Object Search. 
Obiectul prezintă o orbită caracterizată de o semiaxă mare de 2,2510893 UAi, o excentricitate de 0,09, o înclinație de 2,88202 ° în raport cu ecliptica.